# Куликов, Владимир Иванович
Владимир Иванович Куликов (28 марта 1966, Стерлитамак, Башкирская АССР — 4 ноября 2021, Уфа) — российский государственный деятель. Глава администрации городского округа город Стерлитамак (2016—2021).

## Биография
Родился 28 марта 1966 года в Стерлитамаке.
В 1981—1985 гг. — учеба в Стерлитамакском химико-технологическом техникуме.
В 1985—1987 гг. — служба в рядах СА.
В 1987—1992 гг. — Стерлитамакский завод «Авангард»: машинист холодильных установок цеха № 3, инженер-конструктор, секретарь ВЛКСМ.
В 1996 году окончил (заочно) Уфимский государственный нефтяной технический университет по специальности «Машины и аппараты химических производств» с присвоением квалификации «инженер-механик».
В 1992—2005 гг. — специалист первой категории, ведущий специалист, заведующий, начальник отдела по делам молодёжи администрации Стерлитамака. С 2006 по 2008 год занимал пост начальника отдела по молодёжной политике администрации городского округа, а в 2008—2009 годах работал директором ООО «Люксстрой».
В 2010—2012 гг. директор военно-патриотического объединения «Отечество».
В 2012—2016 гг. — заместитель главы администрации городского округа Стерлитамак по кадрам, муниципальной службе и связям с общественностью.
С ноября 2016 года по 8 октября 2021 года занимал должность главы администрации городского округа город Стерлитамак.
1 октября 2021 года прошел 3-ю ревакцинацию «Спутником V», вскоре заболел и попал в больницу, скончался 4 ноября 2021 года в Уфе от коронавируса.

## Награды
- Нагрудный знак «Почетный работник сферы молодежной политики» РФ (2003)
- Медаль «За верность долгу и Отечеству»[чья?]
- Нагрудный знак «Почетный работник государственной молодежной политики РБ»
- Почетная грамота Совета Федерации Федерального Собрания РФ — за многолетний добросовестный труд, большой вклад в укрепление местного самоуправления в РБ.
- Знак отличия Главы Республики Башкортостан «За самоотверженный труд в РБ»
- Почетная грамота Республики Башкортостан — за большой влад в строительство и ввод в эксплуатацию социально значимого объекта «Временный клинико-диагностический центр в городском округе город Стерлитамак РБ
- Орден Салавата Юлаева